# Морфолошко-функцијски поремећаји
Морфолошко-функцијски поремећаји, морфолошке промене и функцијски поремећаји, су облици испољавање промена у грађи и функцијама неког органа у току болести. 

## Манифестације
Болест неког органа примарно се испољава његовим функцијским поремећајима. На обољење тог истог органа, често се надовезују и поремећаји функција других органа и органских система. Одређена болест, изазива поремећаје у саставу ткивних течности, првенствено крви, а и механичким путем (ширењем процеса у околину) поремећај у једном органу може испољити утицај и на друге органе. То су пре свега разни;метаболички, хематолошки, туморозни, метастатски и други поремећаји, који се могу доказати применом допунског испитивања.

## Доказивање
У методологији утврђивања морфолошко-функционалних поремећаја, неког органа, код појединих болести, најчешће се примењују следећа испитивања;
- Хематолошки тестови
- Биохемијске анализе
- Микробиолошке анализе
- Патохистолошке анализе ткива и органа.
- Серолошки и имунолошки тестови
- Ендоскопски прегледи
- Ултразвучни преглед
- Радиолошки прегледи

- скопија и графија органа,
- ангиографија,
- компјутеризована томографија,
- Мамографија

- Магнетна резонантна томографија,
- Електромиографија
- Електрокардиографија (ЕКГ),
- Електроенцефалографија (ЕЕГ),
- Холтер ЕКГ,
- Радиоизотопски прегледи итд.